# Лавриков (село)
Лавриков (укр. Лавриків) — село в Добросинско-Магеровской сельской общине Львовского района Львовской области Украины.
Население по переписи 2001 года составляло 774 человека. Занимает площадь 24,5 км². Почтовый индекс — 80335. Телефонный код — 3252.